# ظهارة الحزمة العصبية
في الجهاز العصبي المحيطي، يُلف غمد المايلين لكل محور عصبي بغمد (غلاف) آخر واقي وحساس، يُعرف باسم غمد الليف العصبي. وفي داخل العصب فإن المحاور العصبية التي تستهدف نفس الموقع التشريحي يتم تجميعها معا في مجموعات تعرف باسم الحزم العصبية الصغيرة، ويحاط كل منها بغمد وقائي آخر يعرف باسم ظهارة الحزمة العصبية (بالإنجليزية: perineurium)‏